# Рольф Лізер
Рольф Лізер (4 червня 1929 — 21 березня 2018) — німецький футболіст, який грав за нідерландський «Аякс» з 1948 по 1954 роки.

## Біографія
Лізер, народжений в Ессені 4 червня 1929 року, був єврейського походження. У 12 років він приєднався до молодіжної академії «Аякса» і дебютував за основний склад клубу 19 вересня 1948 року. Лізер став регулярним гравцем команди в сезоні 1951–52 років і продовжував грати до квітня 1954 року, забивши шість голів у 34 матчах за клуб протягом своєї кар'єри.
Поза футболом Лізер був модельєром. Він заснував мережу магазинів жіночої моди Leeser BV і зробив внесок у оновлений дизайн логотипу Ajax, який використовується з 1990 року. 
Помер 21 березня 2018 року у віці 88 років.  Лізер був одружений з юристкою Анітою Б. Лізер-Гассан.